# Wilber Silega
Wilber Silega – kubański zapaśnik w stylu wolnym. Srebrny medal na mistrzostwach panamerykańskich w 2003 roku.